# Corsica Ferries – Sardinia Ferries
Corsica Ferries - Sardinia Ferries (Corsica Ferries France SAS - Forship SpA) är ett fransk-italienskt färjerederi som driver trafik till och från öarna Korsika, Sardinien och Elba.
Färjerederiet grundades 1967 av korsikanen Pascal Lota under namnet Corsica Line med en färja, Corsica Express. Företaget har kontinuerligt vuxit och är idag marknadsledande på Korsika och Sardinien. 
Corsica Sardinia Ferries är den främsta färjeoperatören på västra Medelhavet och transporterar mer än 2,8 miljoner passagerare årligen ombord på sina färjor som går till och från Frankrike och Italien till Korsika, Sardinien och Elba.
Corsica Sardinia Ferries trafikerar två returlinjer från Italien till Sardinien och 10 returlinjer från Frankrike och Italien till Korsika, med totalt upp till 13 överfarter dagligen.
Flottan består 2024 av 14 fartyg. Företaget hade 2017 en marknadsandel på 68,7% av sjötrafiken till Korsika.

## Fartyg

### Flotta år 2024
| Fartyg                     | Typ             | Byggt | I tjänst | Dödvikt   | Passagerare | Nuvarande rutt | Anmärkning | Flagga  | Bild |
| -------------------------- | --------------- | ----- | -------- | --------- | ----------- | -------------- | ---------- | ------- | ---- |
| M/S Mega Victoria          | Kryssningsfärja | 1988  | 2022–    | 34 384 GT | 2 420       |                |            | Italien |      |
| M/S Mega Regina            | Kryssningsfärja | 1985  | 2021–    | 37 860 GT | 2 500       |                |            | Italien |      |
| M/S Mega Andrea            | Kryssningsfärja | 1986  | 2015–    | 34 694 GT | 2 000       |                |            | Italien |      |
| M/S Mega Smeralda          | Kryssningsfärja | 1985  | 2008–    | 34 694 GT | 2 000       |                |            | Italien |      |
| M/S Pascal Lota            | Snabbfärja      | 2008  | 2017–    | 36 277 GT | 2 080       |                |            | Italien |      |
| M/S Mega Express           | Snabbfärja      | 2001  | 2001–    | 26 024 GT | 1 800       |                |            | Italien |      |
| M/S Mega Express Two       | Snabbfärja      | 2001  | 2001–    | 26 024 GT | 1 800       |                |            | Italien |      |
| M/S Mega Express Three     | Snabbfärja      | 2001  | 2004–    | 29 637 GT | 2 100       |                |            | Italien |      |
| M/S Mega Express Four      | Snabbfärja      | 1995  | 2006–    | 25 710 GT | 2 000       |                |            | Italien |      |
| M/S Mega Express Five      | Snabbfärja      | 1993  | 2009–    | 26 000 GT | 1 800       |                |            | Italien |      |
| M/S Corsica Marina Seconda | Kryssningsfärja | 1974  | 1986–    | 12 100 GT | 1 500       |                |            | Italien |      |
| M/S Corsica Express Three  | Katamaran       | 1996  | 1996–    | 3 500 GT  | 550         |                |            | Italien |      |